# Hydrillodes chionaemoides
Hydrillodes chionaemoides là một loài bướm đêm trong họ Erebidae.